# Hassan Yandiev
Hassan Iragievitch Yandiev (Russisch: Хаса́н Ира́гиевич Янди́ев; 17 juli 1948, Alma-Ata, Kazachstan - 13 april 2008, Karaboelak) was een Ingoesjetisch jurist en adjunct-opperrechter in het Hooggerechtshof van Ingoesjetië. Hij stond bekend om zijn betrokkenheid bij de rechtszaken tegen corrupte overheidsfunctionarissen, Islamitische fundamentalisten en rebellen in Ingoesjetië.

## Biografie
Yandiev werd geboren in een Ingoesjetisch gezin in Alma-Ata, de Kazachse SSR (het huidige Almaty in Kazachstan). Als Ingoesjen kwam hij en zijn familie terecht in Kazachstan als gevolg van de Stalinistische deportaties. In 1980 studeerde hij af aan het Staatsinstituut voor Pedagogie van Andijan in Oezbekistan, waar hij lichamelijke opvoeding studeerde. Hij was worstelcoach tot hij in 1986 een rechtenstudie afrondde aan de Staatsuniversiteit van Tashkent.

## Moord
Yandiev werd vermoord op 13 april 2008 terwijl hij een autoband aan het vervangen was, dicht bij de Ingoesjetische stad Karabulak. Hij was 52 jaar oud toen hij stierf. Volgens de politie werd hij vermoord door een sluipschutter of aanvallers met een gedempt aanvalsgeweer, aangezien niemand in de omgeving een geweerschot had gehoord. Russische en Ingoesjetische autoriteiten beschuldigen zowel islamitische fundamentalisten als Tsjetsjeense islamitische rebellen. Volgens de oppositie ligt de oorzaak van de aanvallen bij het ineffectieve en onderdrukkende beleid van de overheid.
De moord op Yandiev past in het bredere kader van de vele moorden die werden gepleegd tijdens de oorlog in Ingoesjetië.
Hij werd opgevolgd door Aza Gazgireeva, die eveneens werd vermoord.